# Gottfried Christian Cannabich
Gottfried Christian Cannabich (* 27. April 1745 in Sondershausen; † 23. September 1830 ebenda) war ein deutscher lutherischer Theologe.

## Leben
Nach dem Schulbesuch in Sondershausen studierte Cannabich ab 1764 Evangelische Theologie an der Universität Jena und fand ab 1767 geistliche Ämter in Sondershausen. Er war zunächst Waisenhausprediger, dann ab 1768 Diakon und ab 1770 Archidiakon. Als zum Februar 1783 die Superintendentur frei wurde, lehnte Fürst Christian Günther es jedoch ab, ihn auf die Position zu befördern; er durfte nur als Vertreter fungieren.
Für sein weiteres Wirken war das Vertrauen des Erbprinzen Günther Friedrich Carl bedeutsam. Gleich nach dessen Amtsantritt im Oktober 1794 kam Cannabichs von der Aufklärung geprägte Sammlung geistlicher Lieder heraus mit einer verehrungsvollen Widmung an den soeben ins Amt gekommenen Fürsten. Gleichzeitig wurde Cannabich zum Superintendenten, Kirchen- und Konsistorialrat befördert.
Schon ein Jahr später gab es eine zweite Auflage. Inhaltsgleich wurde sie 1798 als Schwarzburg-Sondershäusisches Gesangbuch offiziell im Fürstentum eingeführt.
Wegen einer Krankheit sah Cannabich sich im Jahr 1809 gezwungen, das Predigeramt niederzulegen; vier Jahre später gab er auch seine übrigen geistlichen Ämter ab. Er war „wohl der radikalste Vertreter des Rationalismus, der in einem kirchenregimentlichen Amte stand.“ Nach seinem Tod wurde seine Bibliothek versteigert.
Cannabich war verheiratet mit Marie Auguste Elisabeth geb. Mannißke (* 20. November 1753, † 28. März 1824). Das Ehepaar hatte fünf Kinder:
- Johann Günther Friedrich (* 21. April 1777), Pfarrer und berühmter Geograph,
- Dorothea Wilhelmina Christiana (* 9. Juli 1779, † 26. März 1839), heiratete 1800 Carl Günther Chop; der Jurist und „Märzminister“ Friedrich Chop war ihr Sohn,
- Gottlieb Wilhelm Christian (* 1782) starb nach wenigen Tagen,
- Carl Wilhelm August (* 30. September 1783) Advokat in Sondershausen,
- Augusta Friedericke Catharina (* 11. Oktober 1788, † 6. August 1823[10]) heiratete 1812 den späteren Pfarrer Johann Gottfried Wilhelm Müller; ihre Tochter Therese Amalia (* 25. Mai 1819) heiratete den Pfarrer Carl Emmerling.

## Werke (Auswahl)

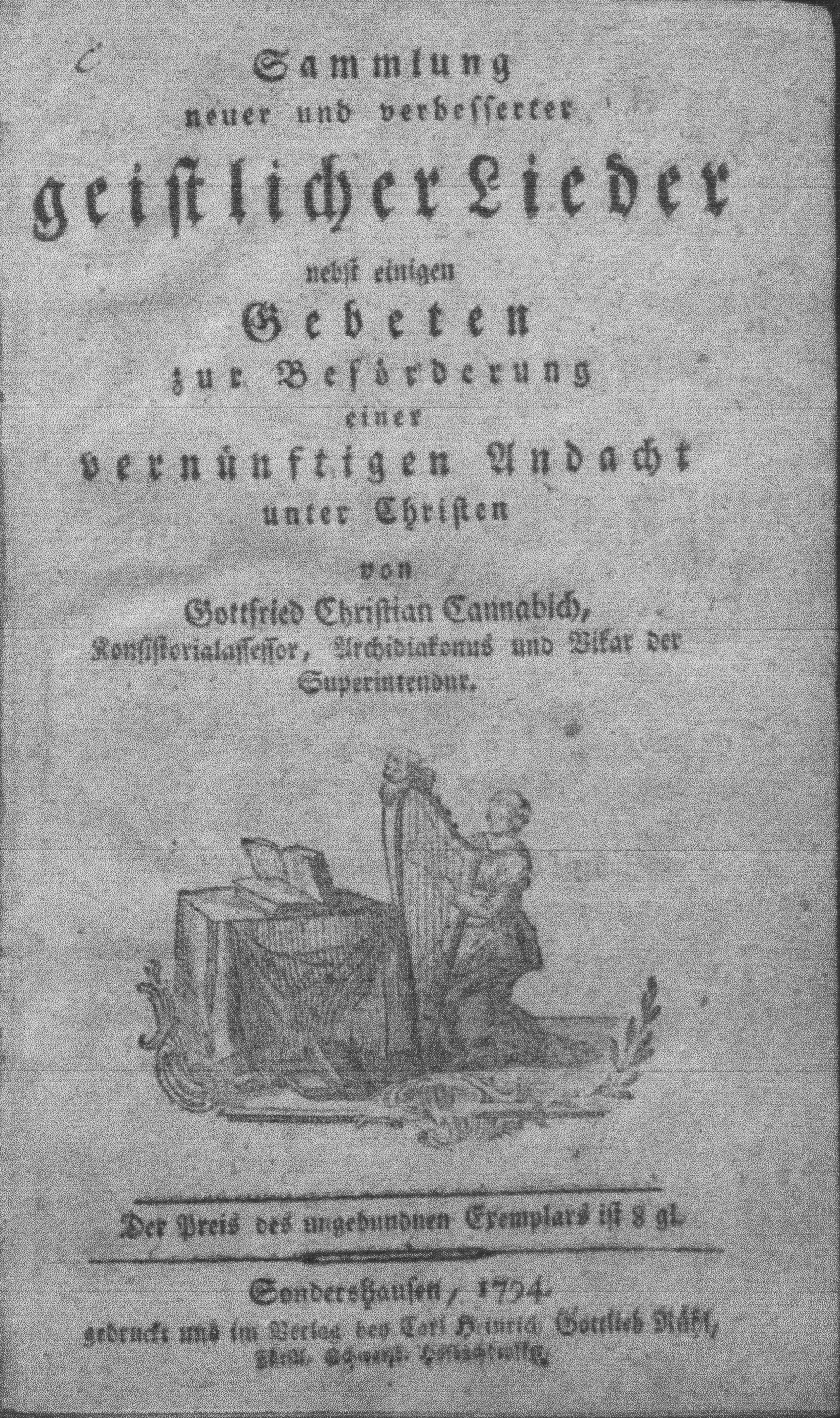
Die erste Version von Cannabichs Gesangbuch, 1794

- Sammlung neuer und verbesserter geistlicher Lieder nebst einigen Gebeten zur Beförderung einer vernünftigen Andacht unter Christen. Rühl, Sondershausen 1794. Digitalisat.
- Sammlung neuer und verbesserter geistlicher Lieder nebst einigen Gebeten zur Beförderung einer vernünftigen Andacht unter Christen. Fleischer (Komm.), Leipzig 1795. Digitalisat.
- Schwarzburg-Sondershäusisches Gesangbuch für die kirchliche und häusliche Erbauung. Rühl, Sondershausen 1798.[11]
- Anleitung zur gehörigen, und dem Geiste des gegenwärtigen Zeitalters gemässen Einrichtung christlicher Religions-Vorträge. Leipzig 1806.
- Ist Galls Gehirn- und Schädellehre für die Moralität bedenklich? Ackermann, Sondershausen 1806.
- Kritik der praktischen christlichen Religionslehre. 3 Teile. Barth, Leipzig 1810, 1811, 1813.
- Die sämmtlichen Evangelien und Episteln auf die jährlichen Sonn- Fest- und Aposteltage und auf das Kirchweihfest. Barth, Leipzig [ca. 1815].